# Бучумень (Димбовіца)
Бучумень, Бучумені (рум. Buciumeni) — село у повіті Димбовіца в Румунії. Входить до складу комуни Бучумень.
Село розташоване на відстані 94 км на північний захід від Бухареста, 25 км на північ від Тирговіште, 56 км на південь від Брашова.

## Населення
За даними перепису населення 2002 року у селі проживали 1820 осіб, усі — румуни. Усі жителі села рідною мовою назвали румунську.